# Pseudophilautus amboli
Pseudophilautus amboli es una especie de anfibio anuro de la familia Rhacophoridae.

## Distribución geográfica
Esta especie es endémica de los ghats occidentales en la India. Se encuentra en Maharashtra y Karnataka.

## Etimología
El nombre de la especie le fue dado en referencia al lugar de su descubrimiento, el bosque de Amboli.

## Publicación original
- Biju & Bossuyt, 2009 : Systematics and phylogeny of Philautus Gistel, 1848 (Anura, Rhacophoridae) in the Western Ghats of India, with descriptions of 12 new species. Zoological Journal of the Linnean Society, vol. 155, p. 374-444.[4]